# Койтасский сельский округ
Койта́сский се́льский окру́г (каз. Қойтас ауылдық округі) — административная единица в составе Ерейментауского района Акмолинской области Казахстана. 
Административный центр — село Койтас.Включает в себя 2 поселения.

## История
В 1989 году существовал как — Койтасский сельсовет (сёла Койтас, Ажы).
В периоде 1991—1998 годов Койтасский сельсовет был преобразован в Койтасский сельский округ.

## Население
| Численность населения | Численность населения | Численность населения | Численность населения |
| 1989                  | 1999                  | 2009                  | 2021                  |
| --------------------- | --------------------- | --------------------- | --------------------- |
| 1037                  | ↘781                  | ↘470                  | ↘337                  |

## Состав
| № | Населённый пункт | Тип населённого пункта       | Население, 1989 | Население, 1999 | Население, 2009 |
| - | ---------------- | ---------------------------- | --------------- | --------------- | --------------- |
| 1 | Ажы              | село                         | 543             | 357             | 301             |
| 2 | Койтас           | село, административный центр | 494             | 424             | 169             |

## Местное самоуправление
Аппарат акима Койтасского сельского округа — село Ажы, улица имени Зейна Шашкина, 4.
- Аким сельского округа — Ахметов Ишам Кабидуллашович[1].